# Unchained (сингл)
Unchained (с англ. — «Освобождённый») — одиннадцатый в общем и четвёртый с альбома Fair Warning сингл хард-рок группы Van Halen, вышедший 22 июля 1981 года на лейбле Warner Bros.

## О сингле
Рабочее название песни вокалиста Дэвида Ли Рота было "Hit the Ground Running". В песне широко используется MXR M-117 flanger, который стал популярным звуком и подстегнул продажи педали. Предустановка для flanger также была включена на педаль EVH Flanger MXR. Он использует настройку Drop Db с вкраплениями приостановленный четвертый аккорд. Эта песня примечательна тем, что является единственным вокальным вкладом продюсера Теда Темплмана в группу, когда он говорит: "Давай, Дэйв, дай мне передохнуть! - во время интерлюдии к песне.
Чак Клостерман из Vulture.com поставил её на 2 место из 131 песен Van Halen, написав, что она "просто похожа на ненасытный прямолинейный рок, но лик причудливый, наклонно парящий над фундаментом, в то время как барабаны колеблются между двумя несвязанными философиями исполнения".

## Список композиций
| №  | Название    | Длительность |
| -- | ----------- | ------------ |
| 1. | «Unchained» | 3:29         |

| №  | Название         | Длительность |
| -- | ---------------- | ------------ |
| 1. | «Sinners Swing!» | 3:09         |

7" сингл Германия, Испания, Япония
| №  | Название    | Длительность |
| -- | ----------- | ------------ |
| 1. | «Unchained» | 3:29         |

| №  | Название            | Длительность |
| -- | ------------------- | ------------ |
| 1. | «So, This Is Love?» | 3:05         |

## Участники записи
- Дэвид Ли Рот — вокал
- Эдди Ван Хален — электрогитара, бэк-вокал
- Майкл Энтони — бас-гитара, бэк-вокал
- Алекс Ван Хален — ударные